# Avis (Portogallo)
Avis (ɐ'viʃ) è un comune (concelho) portoghese di circa 5 000 abitanti situato nel distretto di Portalegre.
La sua area amministrativa consta in una superficie di 605,55 km², divisa in 8 freguesia (distretti amministrativi). Il comune confina a nordest con il comune di Alter do Chão, all'est con Fronteira, al sud con Sousel e con Mora ed al nordovest con Ponte de Sôr.

## Società

### Evoluzione demografica
| Popolazione di Avis (1801 – 2004) | Popolazione di Avis (1801 – 2004) | Popolazione di Avis (1801 – 2004) | Popolazione di Avis (1801 – 2004) | Popolazione di Avis (1801 – 2004) | Popolazione di Avis (1801 – 2004) | Popolazione di Avis (1801 – 2004) | Popolazione di Avis (1801 – 2004) | Popolazione di Avis (1801 – 2004) |
| --------------------------------- | --------------------------------- | --------------------------------- | --------------------------------- | --------------------------------- | --------------------------------- | --------------------------------- | --------------------------------- | --------------------------------- |
| 1801                              | 1849                              | 1900                              | 1930                              | 1960                              | 1981                              | 1991                              | 2001                              | 2004                              |
| 3032                              | 3732                              | 6113                              | 7880                              | 8977                              | 5890                              | 5686                              | 5197                              | 5054                              |

## Freguesias
- Alcôrrego
- Aldeia Velha
- Avis
- Benavila
- Ervedal
- Figueira e Barros
- Maranhão
- Valongo